# Episodi di The Flash (quinta stagione)
La quinta stagione della serie televisiva The Flash, composta da ventidue episodi, è stata trasmessa negli Stati Uniti su The CW dal 9 ottobre 2018 al 14 maggio 2019.
In Italia la stagione è stata trasmessa su Premium Action dall'11 marzo al 5 agosto 2019. In chiaro è stata trasmessa su Italia 1 dall'11 gennaio al 21 marzo 2020 nel day-time.
La stagione contiene un crossover con la settima stagione di Arrow e la quarta stagione di Supergirl (e non con Legends of Tomorrow, rispetto agli altri anni) chiamato Altrimondi, in onda in tre serate il 9, 10 e l'11 dicembre 2018 che ha introdotto anche Batwoman e che è stato il nono episodio di tutte le serie ovvero il finale di metà stagione al contrario degli altri anni in cui era l'ottavo.
Durante questa stagione entrano nel cast principale Jessica Parker Kennedy, Danielle Nicolet, Hartley Sawyer e Chris Klein, mentre Chris Klein e Jessica Parker Kennedy in questa stagione lo abbandonano.
Gli antagonisti principali sono Orlin Dwyer/Cicada, Grace Gibbons/Cicada II e Eobard Thawne/Anti-Flash.
L'ottavo episodio della stagione è stato il centesimo della serie.
| n° | Titolo originale                | Titolo italiano                 | Prima TV USA     | Prima TV Italia |
| -- | ------------------------------- | ------------------------------- | ---------------- | --------------- |
| 1  | Nora                            | Nora                            | 9 ottobre 2018   | 11 marzo 2019   |
| 2  | Blocked                         | Block                           | 16 ottobre 2018  | 18 marzo 2019   |
| 3  | The Death of Vibe               | La morte di Vibe                | 23 ottobre 2018  | 25 marzo 2019   |
| 4  | News Flash                      | Notizie flash                   | 30 ottobre 2018  | 1º aprile 2019  |
| 5  | All Doll’d Up                   | Rag Doll                        | 13 novembre 2018 | 8 aprile 2019   |
| 6  | The Icicle Cometh               | Icicle                          | 20 novembre 2018 | 15 aprile 2019  |
| 7  | O Come, All Ye Thankful         | La strega del tempo             | 27 novembre 2018 | 22 aprile 2019  |
| 8  | What's Past Is Prologue         | Il passato è il prologo         | 4 dicembre 2018  | 29 aprile 2019  |
| 9  | Elseworlds, Part 1              | Altrimondi - I Parte            | 9 dicembre 2018  | 6 maggio 2019   |
| 10 | The Flash & The Furious         | Flash & Furious                 | 15 gennaio 2019  | 13 maggio 2019  |
| 11 | Seeing Red                      | Il lato oscuro della forza      | 22 gennaio 2019  | 20 maggio 2019  |
| 12 | Memorabilia                     | Memorabilia                     | 29 gennaio 2019  | 27 maggio 2019  |
| 13 | Goldfaced                       | Goldface                        | 5 febbraio 2019  | 3 giugno 2019   |
| 14 | Cause and XS                    | Causa ed eccesso                | 12 febbraio 2019 | 10 giugno 2019  |
| 15 | King Shark vs. Gorilla Grodd    | King Shark Vs Gorilla Grodd     | 5 marzo 2019     | 17 giugno 2019  |
| 16 | Failure is an Orphan            | Il fallimento è orfano          | 12 marzo 2019    | 24 giugno 2019  |
| 17 | Time Bomb                       | Bomba a tempo                   | 19 marzo 2019    | 1º luglio 2019  |
| 18 | GodSpeed                        | Godspeed                        | 16 aprile 2019   | 8 luglio 2019   |
| 19 | Snow Pack                       | Banda Snow                      | 23 aprile 2019   | 15 luglio 2019  |
| 20 | Gone Rogue                      | I giovani nemici                | 30 aprile 2019   | 22 luglio 2019  |
| 21 | The Girl with the Red Lightning | La ragazza con il fulmine rosso | 7 maggio 2019    | 29 luglio 2019  |
| 22 | Legacy                          | Retaggio                        | 14 maggio 2019   | 5 agosto 2019   |

## Nora
- Titolo originale: Nora
- Diretto da: David McWhorter
- Scritto da: Todd Helbing e Sam Chalsen

### Trama
La stagione inizia con Nora, la figlia di Barry e Iris dal futuro, che dopo essersi presentata come la velocista XS, si dirige alla festa della figlia di Cecille e Joe e rivela di essere la velocista che ha aiutato suo padre a distruggere i satelliti del Pensatore e di venire dal futuro. Il gruppo, inizialmente incredulo, decide di credere a Nora e inizia così ad aiutarla per tornare a casa, dato che aiutando suo padre, ha rivelato di non riuscire più a tornare nella sua epoca. Dopo che Barry è tornato alla centrale di polizia, Nora si fa viva e così inizia a parlare della sua vita con suo padre, il quale però decide di fermarla per non stravolgere la linea temporale. Improvvisamente Barry viene avvisato di un attacco meta-umano e, dopo avere vietato a Nora di venire con lui, si dirige sul posto e mette subito in salvo dei poliziotti, ma a causa dell'arrivo di sua figlia, il criminale Gridlock, usando i suoi poteri elettrici, scaglia Barry in un laghetto. Dopo essere tornati ai laboratori S.T.A.R., Nora rivela al gruppo dell'esistenza, nel futuro, del Museo di Flash, grazie al quale Nora conosce tutti i meta-umani che suo padre ha affrontato, incluso Gridlock, il quale nel futuro, avrebbe dovuto essere subito arrestato da Barry, ma l'eroe, essendo stato distratto da sua figlia, ha fatto scappare il criminale. Iris, dopo avere invitato sua figlia a prendere un caffè, inizia a parlare con lei della sua vita, anche se entrambe non sembrano essere molto legate. Tornati ai laboratori, Cisco da due dispositivi a tachioni a Barry e a Nora per condividere le loro velocità e riportare Nora a casa, ma nel tentativo, i due vengono respinti dal Wormhole e messi KO. Wally, dopo essere tornato dalle leggende rivela al gruppo che, analizzando il DNA di Nora, ha scoperto che ha i tachioni negativi, quindi al posto di correre veloce, rallenta. Iris intanto, decide di parlare con Barry, il quale ammette di volere mandare Nora nel futuro, perché pensa che così possa perdere tutta l'infanzia di sua figlia, ma Iris lo rassicura dicendogli che ora che Nora è qui, non si perderanno nulla. Barry dopo essere tornato da sua figlia, le chiede cosa gli succederà nel futuro e lei, dopo averlo portato nella volta temporale, gli mostra un'immagine di un giornale del futuro nel quale Barry scopre di essere scomparso e di non essere più tornato. Nora rivela inoltre di non essere bloccata qui e di avere usato dei tachioni negativi per non essere rimandata a casa e potere restare con suo padre, dato che anche se ha sua madre, lei e Iris non sono mai riuscite ad andare d'accordo nel futuro. Il team intanto riesce a trovare Gridlock e scopre che sta usando i suoi poteri per fare precipitare un aereo. Nora allora propone di fare vibrare l'aereo attraverso gli edifici e anche se non è ancora capace di vibrare, Barry decide di portarla insieme a Wally. Dopo che Nora da a Barry un anello del futuro con dentro un costume, dato che gli altri sono andati distrutti, il trio, grazie a una breccia di Cisco, si dirige sull'aereo e dopo avere messo Gridlock KO, cerca di fare vibrare l'aereo, e anche se Nora inizialmente non ci riesce, Barry usa gli insegnamenti di Thawne per aiutare la figlia, e alla fine i tre riescono a salvare l'aereo. Ralph si dirige da Cisco e Caitlin per dare a quest'ultima il certificato di morte di suo padre e i tre scoprono che è falso.Nora, dopo essere stata ospitata da Barry e Iris a casa loro, decide di andare a prendere un gelato con suo padre e così i due iniziano a correre fianco a fianco.
L'episodio si conclude con Gridlock che, durante il suo trasporto in prigione, viene fermato da un individuo mascherato il quale, dopo avere affermato di volere vedere tutti i meta-umani morti, si avvicina al criminale con una lama a forma di fulmine per ucciderlo.
- Guest star: Daniel Cudmore (William Lang/Gridlock)
- Ascolti USA: telespettatori 2 080 000[3]

## Block
- Titolo originale: Blocked
- Diretto da: Kim Miles
- Scritto da: Eric Wallace e Judalina Neira

### Trama
Barry fatica ad addestrare Nora, che viene assunta come stagista alla CCPD per passare più tempo con suo padre, con grande disagio di Iris. Intanto, Caitlin e Ralph cercano di aiutare Cisco a seguito della rottura con Gypsy, ma i loro sforzi si rivelano vani, fino a quando Cisco non accetta che Gypsy non è la donna con cui è destinato a stare. Caitlin rifiuta di perseguire l'idea che suo padre potrebbe essere ancora vivo, nonostante l'insistenza di Ralph. Cecile inizia a perdere la telepatia e fatica a connettersi con il figlio senza essere in grado di conoscere i suoi pensieri. Nel frattempo una nuova metaumana chiamata "Block", che può creare blocchi di aria densa, ruba le armi alla sua vecchia banda. Il team, dopo averla rintracciata, si dirige sul posto; dopo che Barry è stato intrappolato in uno dei blocchi d'aria Nora si ritrova ad affrontare la criminale, riuscendo però a sconfiggerla e a liberare suo padre. A un tratto appare l'uomo misterioso che, dopo avere pugnalato Block, si scontra con Barry, Ralph e Cisco, riuscendo a neutralizzare i loro poteri e metterli al tappeto. Poco prima che Barry venga ucciso arriva Nora e l'uomo, nel sentirla chiamare Barry papà, risparmia il velocista e se ne va. Tornati ai laboratori Cisco fa vibrare Caitlin apprendendo che la madre di quest'ultima è coinvolta nella scomparsa di suo padre. Iris rivela di avere indagato sull'individuo mascherato e la squadra scopre che Nora lo conosce già.
- Guest star: Erin Cummings (Vanessa Jansen/Block)
- Ascolti USA: telespettatori 1 690 000[4]

## La morte di Vibe
- Titolo originale: The Death of Vibe
- Diretto da: Andi Armaganian
- Scritto da: Jonathan Butler e Gabriel Garza

### Trama
Il team, dopo essere venuto a conoscenza grazie a Nora del fatto che Cicada è inarrestabile, recluta il detective Sherloque Wells. Nel frattempo Ralph e Caitlin parlano con la madre di quest'ultima, la quale nega di avere falsificato il certificato di morte di suo marito e intima Caitlin di lasciare perdere la sua ricerca. Più tardi però Caitlin, con l'aiuto di Ralph, entra nei file di sua madre e trova un biglietto di suicidio da parte di suo padre. Sherloque intanto, rivela che il vero nome di Cicada è David Hersch, dato che l'aveva già catturato in altre 37 terre. Barry e Nora allora trovano Hersch e lo catturano, ma con sorpresa scoprono che non è Cicada, dato che Sherloque, a causa della sua pigrizia, pensava che anche questa volta l'identità del criminale fosse quella di Hersch, ma Nora, aiutando suo padre nel distruggere i satelliti di Devoe, ha alterato il corso degli eventi. Il vero Cicada intanto, attacca Joe per conoscere la vera identità di Vibe il quale, dopo essersi teletrasporto per aiutare l'amico, viene attaccato dal criminale che durante un inseguimento nel bosco, ferisce Cisco alla spalla. Barry allora, giunge sul posto per fermare il criminale, ma viene facilmente messo KO. Nora allora corre in aiuto di suo padre e per aiutarlo, utilizza una bomba esplosiva per fermare Cicada. Il criminale riesce a salvarsi e a sfuggire, mentre Barry, nel vedere gli occhiali di Vibe distrutti, pensa che sia morto, ma Cisco si è salvato e così adesso sia Cicada che i cittadini di Central City pensano che Vibe sia morto. Tornati ai laboratori, Sherloque, per farsi perdonare del suo errore nel rintracciare Cicada, decide di unirsi al 'Team Flash'. Caitlin intanto, riesce a decifrare un messaggio di suo padre che gli intima di cercarlo.
Cicada intanto si reca in un ospedale per visitare sua figlia e, dopo avere mostrato una ferita da taglio a una dottoressa, si scopre che il vero nome del criminale è Orlin. L'episodio termina con Sherloque che comincia a sospettare che Nora non sia tornata indietro nel tempo per il motivo che ha dato.
- Ascolti USA: telespettatori 1 870 000[5]

## Notizie flash
- Titolo originale: News Flash
- Diretto da: Brent Crowell
- Scritto da: Kelly Wheeler e Lauren Certo

### Trama
Il team scopre articoli su XS, scritti da uno degli ex colleghi di Iris, Spencer Young, i quali sono tutti pubblicati poco prima degli eventi. Iris contatta Spencer, chiedendole di astenersi dal mettere XS negli articoli, al fine di proteggere Nora. Spencer si rivela essere in possesso di un telefono che le consente di controllare le menti in modo da potere creare articoli per il suo blog. Nora rivela di avere un rapporto teso con Iris perché in futuro, sua madre le ha impiantato un chip che limita i suoi poteri. Barry e Nora vanno allo stadio quando viene segnalata la minaccia di una bomba ma in realtà si tratta di una trappola in cui Spencer usa la sua tecnologia per ipnotizzare XS nel tentativo di uccidere Flash. Iris alla fine blocca XS sparandole un dardo tranquillizzante, permettendo a Nora di riacquistare la sua mente e Barry di arrestare Spencer. Il team scopre che il telefono di Spencer e il pugnale di Cicada hanno meta-abilità, create dall'esplosione satellitare di DeVoe, il che significa che la meta-tecnologia potrebbe essere nelle mani di chiunque. Successivamente viene rivelato che Cicada ha una super forza.
- Ascolti USA: telespettatori 1 750 000[6]

## Rag Doll
- Titolo originale: All Doll'd Up
- Diretto da: Phil Chipera
- Scritto da: Thomas Pound e Sterling Gates

### Trama
Barry e Nora vanno a fermare due criminali in motocicletta, con Iris che si sente frustrata per via del rapporto burrascoso che ha con sua figlia Nora. 
Quest’ultima rivela che, in futuro, Iris la tormenterà sempre e non le permetterà mai di fare domande sul suo passato. 
Nora va a passare un po' di tempo con Cecile, scoprendo di più su Iris da lei. 
Più tardi, un nuovo metaumano chiamato Rag Doll attacca un architetto in centro e distrugge il suo ufficio anche se Flash lo salva. 
Iris e Barry cercano di indagare sul nuovo meta, ma Barry viene catturato da Rag Doll e tenuto in ostaggio su un tetto con un paio di manette che blocca i suoi poteri. 
Ralph e Iris vanno a salvare Barry, ma quando Rag Doll lo butta giù Iris salta dall'edificio per rimuovere le manette di Barry per permettergli di salvarli entrambi. 
Ralph inghiotte Rag Doll per intero prima di diventare un airbag per atterrare in sicurezza. Iris dice a Nora che nulla è off limits con lei e le due iniziano a farsi più vicine. 
Nel frattempo Cisco e Caitlin indagano sul padre di quest'ultima e lo rintracciano in un ufficio universitario. 
Cisco riprende, con successo, il controllo dei quattro satelliti di DeVoe, che possono essere utilizzati per cercare sia il nascondiglio del padre di Caitlin sia quello di Cicada.
- Ascolti USA: telespettatori 1 730 000[7]

## Icicle
- Titolo originale: The Icicle Cometh
- Diretto da: Chris Peppe
- Scritto da: Kristen Kim e Joshua V. Gilbert

### Trama
Barry, Cisco e Caitlin trovano il padre di quest'ultima, Thomas, e lo portano ai Laboratori Star. Nel frattempo Ralph e Cecile continuano le loro indagini sull'identità di Cicada con l'aiuto di Sherloque, Iris e Nora che sono altrove. Caitlin e Thomas vanno a fare una passeggiata per riconnettersi ma vengono interrotti quando Thomas sviene e il suo braccio inizia a trasformarsi in ghiaccio. Caitlin riporta il padre ai Laboratori Star dove egli rivela l'origine dei poteri di Caitlin. Cisco si teletrasporta alla base di Thomas dove scopre che egli non è il vero padre di Caitlin, ma quest’ultima non gli crede fino a quando non scopre la verità su suo padre ovvero quando il suo alter ego "Icicle" sta prendendo il sopravvento su suo padre. Mentre il Team Flash affronta Thomas Killer Frost ritorna e sconfigge Icicle. Inoltre è stato rivelato che DeVoe usando i poteri di Dominic Lanse/ Brainstorm ha creato un blocco mentale in Caitlin Snow causando temporaneamente la scomparsa di Killer Frost. Ma ritornati ai Laboratori Star Cisco ha dato a Caitlin un dispositivo per parlare con il suo alter ego "Killer Frost". Tornati ai laboratori si scopre che Cicada ha una figlia di nome Grace che è ricoverata all'ospedale. Nel frattempo Cicada ha dimostrato di essere ferito e malato.
- Ascolti USA: telespettatori 1 600 000[8]

## La strega del tempo
- Titolo originale: O Come, All Ye Thankful
- Diretto da: Sarah Boyd
- Scritto da: Jonathan Butler e Gabriel Garza

### Trama
Barry tenta di vedere Grace, ma la dottoressa Ambres lo impedisce. Barry e Nora fermano una bizzarra tempesta di fulmini che sta colpendo la rete elettrica della città. Il team Flash sospetta di Mark Mardon, anche se è in prigione, ma Nora e Barry incontrano invece la figlia separata, Joss Jackam / Weather Witch, che sta brandendo uno staff di controllo del tempo come suo padre. Barry e Nora portano Mardon da lei per placarla, ma senza successo. Joss adirata attacca un aeroporto con un tornado di fulmini, quindi Barry usa la bacchetta di Mardon per assorbire il fulmine di Joss e sottometterla. Il Team Flash scopre finalmente l'identità di Cicada: Orlin Dwyer. Nei flashback, Orlin viene mostrato adottando Grace dopo la morte di sua madre in un attacco di metaumani e mentre dei detriti dal satellite di DeVoe misero Grace in coma e attaccarono Orlin con una scheggia che sarebbe poi diventata il suo pugnale. Incolpando i metaumani per quello che è successo, Orlin giura di ucciderli tutti per conto di Grace. Intanto Caitlin e Cisco cercano di invitare Sherloque alla festa del Giorno del Ringraziamento, il quale inizialmente si mostra indeciso, ma poi ci ripensa e si convince.
- Ascolti USA: telespettatori 1 790 000[9]

## Il passato è il prologo
- Titolo originale: What's Past Is Prologue
- Diretto da: Tom Cavanagh
- Scritto da: Todd Helbing e Lauren Certo

### Trama
Barry e Nora viaggiano nel tempo per raccogliere gli oggetti necessari per fermare Cicada: una lega altamente magnetica dall'armatura di Savitar, dal trasmettitore di velocità di Harrison Wells e dalla materia oscura. Viaggiano per la prima volta al combattimento finale di Flash e della squadra contro Savitar. Dopo che appare un spettro del tempo, Barry lo distrae in modo che Nora possa recuperare un pezzo dell'armatura. Passano accanto a quando Hunter Zolomon ruba la velocità di Barry al trasmettitore, che Barry ottiene da Wells. Zolomon scopre Barry  e Nora e gli dà la caccia prima che venga fermato dagli spettri del tempo, sebbene ciò interrompa il trasmettitore nel processo. Anche se riluttante, Nora convince Barry a chiedere aiuto a Eobard Thawne. Nonostante alcune difficoltà iniziali, Barry convince Thawne a riparare il trasmettitore sostenendo che non tornerà mai a casa se non lo fa. Alla fine, Barry e Nora viaggiano nella notte dell'esplosione dell'acceleratore di particelle. Nella volta temporale Gideon dirotta parte della materia oscura attraverso il frammento e il trasmettitore, e Barry rivela a Nora che Eobard Thawne ha ucciso sua madre. Al ritorno nel presente, il Team Flash separa Cicada dal suo pugnale temporaneamente prima di fuggire, e sembra che Killer Frost sia l'unica immune al pugnale. Sherloque vedendo il diario di Nora e chiedendo spiegazioni a Vibe su quei simboli comincia a investigare su di lei. Nora va nel 2049 al penitenziario di Iron Heights, e si scopre che è in combutta con Eobard Thawne. In Terra 90 si vede un ammasso di corpi, tra i quali il Barry Allen di terra 90 ancora vivo, che scappa da un misterioso individuo che intende uccidere tutti.
- Ascolti USA: telespettatori 1 780 000[10]

## Altrimondi - I Parte
- Titolo originale: Elseworlds, Part 1
- Diretto da: Kevin Tancharoen
- Scritto da: Eric Wallace e Sam Chalsen

### Trama
Il crossover comincia con la fuga del Flash di Terra-90 dalla sua Terra. In seguito si sposta su Terra-1, dove il dottor John Deegan, che presiede un convegno di psicologia, cerca di insegnare come curare i pazienti in maniera alternativa, senza successo. Più tardi Deegan viene raggiunto dal misterioso individuo apparso alla fine dell'episodio precedente, che gli dà la possibilità di riplasmare a suo piacimento la realtà con il Libro del Destino. La scena si sposta in seguito nella casa di Barry e Iris, dove Oliver Queen si sveglia e scopre di avere scambiato la sua identità con quella del velocista (inclusa la velocità). Oliver, nei panni di Flash, combatte contro dei ladri ai laboratori IVO e scaglia un fulmine che finisce per attivare un robot, noto come Amazo, in grado di scannerizzare e copiare i poteri dei metaumani. Nel frattempo Barry viene invece creduto Green Arrow a Star City da John Diggle durante un allenamento all'ARGUS. Oliver e Barry si incontrano e, tentando senza successo di spiegare l'accaduto al Team Flash, vengono rinchiusi in una cella ai laboratori STAR. I due decidono così di raggiungere Kara su Terra-38 per fare in modo che vengano riconosciuti. Amazo attacca Central City mentre Barry e Oliver sono su Terra-38 ad allenarsi. Il Team Flash, che ha compreso lo scambio di persona, chiede aiuto, oltre che ai due supereroi, anche a Kara e a Superman. Dopo che i quattro hanno sconfitto il robot, Cisco rivela di avere avuto delle visioni sull'individuo misterioso di inizio puntata e su Deegan, che sembrerebbero trovarsi a Gotham City, così Oliver, Barry e Kara decidono di raggiungere il posto.
- Special guest star: Stephen Amell (Oliver Queen/Green Arrow), David Ramsey (John Diggle), Carlos Valdes (Cisco Ramon/Vibe), Danielle Panabaker (Caitlin Snow/Killer Frost), Tyler Hoechlin (Clark Kent/Kal-El/Superman), Grant Gustin (Barry Allen/Flash).
- Guest star: Jeremy Davies (dott. John Deegan), Ruby Rose (Kate Kane/Batwoman), LaMonica Garrett (Mar Novu/Monitor), Cassandra Jean Amell (Nora Fries), Adam Tsekham (barista), Bob Frazer (Roger Hayden/Psico-Pirata), Elizabeth Tulloch (Lois Lane).
- Altri interpreti: Claudia Yuen (donna).
- Nota. Questo episodio apre un crossover in tre parti che continua in Altrimondi - II Parte della serie Arrow e che si conclude nell'episodio Altrimondi - III Parte della serie Supergirl.
- Ascolti USA: telespettatori 1 830 000[11]

## Flash & Furious
- Titolo originale: The Flash & The Furious
- Diretto da: David McWhirter
- Scritto da: Kelly Wheeler e Sterling Gates

### Trama
Nora, dopo avere affrontato Thawne e dopo avergli fatto un sacco di domande sul perché abbia ucciso sua nonna, decide di non volere il suo aiuto e, in seguito, ritorna nel 2019. Una ragazza di nome Raya ha una meta-tecnologia che le permette di controllare le automobili delle persone. Barry esce dal tribunale durante il processo della strega del tempo. Allora, nel fermare un'auto controllata da Raya, Barry inizia a vibrare e, toccata l'auto, non riesce più a fermarsi per via della materia oscura presente in essa. Perciò rimane un giorno nella cella per metaumani finche l'effetto non finisce mentre Nora è impegnata a fermare la Strega Del Tempo e Raya che guida una super macchina tecnologica rubata dall'ARGUS. Joss però non vuole diventare come suo padre e lo spiega a Nora che non le crede. Dopo avere capito che le dovrebbe dare una seconda chance, durante l'inseguimento, Nora tenta di farsi perdonare da Joss con un discorso. Quest'ultima fa sbandare la macchina, salvando Nora che rischiava di essere investita ma in seguito fugge con Raya. Dopo 24 ore Barry esce dalla cella. Cisco dopo essersi fatto togliere dalla mano le schegge di Cicada da Caitlin, scopre che può sintetizzare con esse una cura per metaumani: Caitlin all'inizio non è sicura a crearla ma poi cambia idea. Nora ritorna nel 2049 solo per credere che ci sia del buono in Thawne, quindi obbedisce a cosa egli gli dica per salvare l'umanità. Sherloque Wells infiltratosi nella stanza segreta di Thawne nei laboratori Star, dopo avere chiesto a Gideon dei file su Nora, scopre che sono stati cancellati da Nora.
- Ascolti USA: telespettatori 1 640 000[12]

## Il lato oscuro della forza
- Titolo originale: Seeing Red
- Diretto da: Marcus Stokes
- Scritto da: Judalina Neira e Thomas Pound

### Trama
Cicada continua a uccidere metaumani. Una sera stava per uccidere Norvock, il servo di Amunet, e un suo complice. Il Team, scoperto il collegamento logico per cui Cicada uccide i metaumani, decide di portare questi in un posto molto sicuro. Sherloque intanto cerca di tradurre il diario di Nora, anche facendole delle domande e quando Iris gli chiede perché stia investigando su sua figlia questi gli risponde che lo fa per seguire una pista ma Iris gli dice che è quella sbagliata e di non fare più domande a Nora. Cicada attacca una metaumana e Killer Frost lo tiene bloccato giusto il tempo di curare quella meta: liberandosi, Cicada attacca Nora spezzandogli la colonna vertebrale e in seguito fugge. In 2 settimane Cicada ha già ucciso più di 48 metaumani, tutta la città informata si prepara per sconfiggerlo; a Barry, furioso con Cicada per avere paralizzato sua figlia, viene in testa di ucciderlo. Nora, guarita, arriva appena in tempo facendo rinsavire suo padre ma dando il tempo a Cicada di fuggire senza avere potuto uccidere i metaumani dato che sono tutti al sicuro in un elicottero diretto fuori città. Intanto Caitlin e Frost cercano con il campione di DNA di Cicada di creare la cura per i metaumani, nonostante abbiano avuto qualche litigio; Cecile scopre che era l'agente Jones a dare liste di nomi di metaumani a Cicada e quindi lo fa arrestare. Sherloque continua a cercare di tradurre il diario di Nora trovando in esso due scritture diverse, quindi i suoi sospetti indicano che Nora lavora con qualcuno. Barry pensa che l'unico modo per fare smettere la sete di vendetta su Cicada sia di fare leva sui suoi sentimenti quindi decide di svegliare Grace.
- Ascolti USA: telespettatori 1 880 000[13]

## Memorabilia
- Titolo originale: Memorabilia
- Diretto da: Rebecca Johnson
- Scritto da: Sam Chalsen e Kristen Kim

### Trama
Il team ha pianificato di svegliare Grace usando una Memory Machine che Sherloque aveva inviato da Terra 221. Nonostante le sue istruzioni, tuttavia, Nora entra da sola nei ricordi di Grace per impedire agli altri di conoscere la sua segreta alleanza con Thawne, che va storta quando finisce intrappolata. Con suo orrore, scopre che Grace era coscientemente consapevole delle azioni di Orlin mentre era in stato comatoso e lo supportava con tutto il cuore nella sua agenda anti-metaumani prima di essere attaccata da una versione femminile di Cicada. Nel frattempo Barry e Iris scoprono cosa ha fatto Nora e le vanno dietro, solo per finire nei suoi ricordi del Museo di Flash e attaccati dalla mostra Anti-Flash. Nonostante la forte resistenza, Barry e Iris riescono a sfuggire ai ricordi di Nora e a salvarla da Cicada. Ma non sono in grado di portare Grace mentre lei si rifiuta di svegliarsi e crede che Nora sia una bugiarda. Dopo un'ulteriore analisi della loro avventura Caitlin scopre che un frammento di satellite è stato alloggiato nel cervello di Grace e ha creato una barriera intorno a esso, il che significa che non possono riprovare. Iris fonda il "Cittadino di Central City", che Nora rivela fu originariamente fondata nel 2021; ciò significa che Iris sta cambiando il futuro. Cisco fa un passo avanti nella meta-cura e Barry decide di usarla su Cicada.
- Ascolti USA: telespettatori 2 040 000[14]

## Goldface
- Titolo originale: Goldfaced
- Diretto da: Alexandra La Roche
- Scritto da: Jonathan Butler e Gabriel Garza

### Trama
Il Team Flash completa la cura per metaumani, ma richiede che Cicada resti fermo abbastanza a lungo perché possa avere effetto. Ralph trova un dispositivo in grado di farlo nelle mani di un boss metaumano del crimine chiamato Goldface. Nonostante l'esitazione di Barry, lui e Ralph vanno sotto copertura come criminali per recuperarlo da lui. Sebbene sia sospettoso, Goldface decide di portare gli eroi in un lavoro per rubare una stampante 3D dall'ospedale in cambio del dispositivo. Anche se vengono scoperti, Barry e Ralph sono in grado di fermare Goldface e i suoi uomini. Altrove, Iris inizia a indagare su Cicada per il "Cittadino di Central City" e scopre dove vive. È in grado di entrare ma lui la vede attraverso e cerca di ucciderla. Dopo una lotta prolungata, scopre la sua debolezza; ma quando il team Flash investiga, trovano che Cicada se ne sia andato. Sotto gli ordini di Thawne, Nora cerca di aiutare Sherloque a innamorarsi per allontanarlo da lei. Nonostante un brutto primo incontro e un piccolo aiuto da parte di quattro delle sue ex mogli, Sherloque riesce a innamorarsi della donna, Renee Adler. Dopo avere scoperto che lei è una metaumana, tuttavia, dedica tutta la sua attenzione a proteggerla da Cicada.
- Ascolti USA: telespettatori 1 890 000[15]

## Causa ed eccesso
- Titolo originale: Cause and XS
- Diretto da: Rachel Talalay
- Scritto da: Todd Helbing e Jeff Hersh

### Trama
Barry porta la cura per metaumani nella Forza della Velocità per un'ora per accelerare il processo di sintesi, lasciando dietro di sé una Nora inquieta. Altrove Cicada rapisce Iris, ma riesce a mettere in allarme Nora e Killer Frost nella sua posizione. Arrivano, ma Cicada uccide Killer Frost, tormentando Nora fino al punto tale da farla correre così veloce da ripristinare la linea del tempo. Quando Nora cerca di impedire il rapimento di Iris e la morte di Caitlin, Cicada finisce invece per rapire Ralph, e anche se la situazione si presenta come l'ultima volta Ralph muore. Nora reimposta ripetutamente la sequenza temporale, ma a ogni nuovo tentativo, qualcuno del Team Flash viene sempre ucciso. Infine Cisco rivela i loop al team, costringendo Nora a confessare ciò che è successo. Cisco la consola e, insieme al resto del team, lavora a un nuovo piano per fermare Cicada. Questa volta fanno in modo che Cicada accidentalmente si pugnali con il suo pugnale, costringendolo a fuggire. Una volta che Barry torna e apprende ciò che Nora ha fatto la avverte di non alterare ulteriormente il tempo. Altrove Sherloque riesce a decodificare l'intero diario di Nora usando i simboli che ha rivelato involontariamente durante l'incontro con il team.
- Ascolti USA: telespettatori 1 710 000[16]

## King Shark Vs Gorilla Grodd
- Titolo originale: King Shark Vs. Gorilla Grodd
- Diretto da: Stefan Pleszczynski
- Scritto da: Eric Wallace e Lauren Certo

### Trama
La cura per metaumani è finalmente finita e il Team Flash decide che King Shark sarebbe il soggetto ideale per provarlo. Il team viaggia verso l'A.R.G.U.S. e chiede a Lyla di entrare in contatto con King Shark, che attacca aggressivamente la squadra sotto il controllo mentale di Gorilla Grodd. Barry reagisce iniettando la cura in King Shark, trasformandolo nella sua forma umana - Shay Lamden. Tornati ai Laboratori S.T.A.R. Caitlin scopre che sebbene la cura abbia funzionato, c'è ancora materia oscura nella ghiandola pituitaria di Shay e il suo corpo cambia rapidamente avanti e indietro tra le sue forme umana e di squalo. La moglie di Shay di Terra-1, Tanya, è convinta da Sherloque a parlare con Shay. Più tardi, la mente di Grodd controlla Cisco e Caitlin per rubare la corona di telepatia del Dr. Lamden per amplificare i suoi poteri in modo da potere controllare tutta Central City. Non vedendo altra opzione e volendo fare ammenda per i suoi crimini come Re Squalo, Shay rinuncia alla sua possibilità di essere umano per aiutare il Team Flash a fermare Grodd anche a dispetto della possibilità di non essere mai più umano. Nel frattempo, Joe ritorna a casa da Cecile e allena Iris per sconfiggere Cicada sul quale Barry suggerisce di offrire la cura invece di forzarlo su di lui.
- Ascolti USA: telespettatori 1 670 000[17]

## Il fallimento è orfano
- Titolo originale: Failure Is an Orphan
- Diretto da: Viet Nguyen
- Scritto da: Zack Stentz

### Trama
Nel 2049 Thawne avverte Nora che devono agire velocemente per fermare Cicada una volta per tutte, perché una nuova linea temporale sta cercando di farsi strada e portare qualcosa di veramente grande con essa. Nel presente, Nora e Barry affrontano un nuovo metaumano, Acid Master, il cui marchio di fuoco era su un articolo di giornale mostrato a Nora in futuro, che la porta a dedurre che il confronto finale con Cicada è su di loro. Nel frattempo, Joe e Cecile interrogano la dottoressa Ambres sul fatto di lavorare con Dwyer. Poi rivela loro che la nipote di Dwyer, Grace, adesso è una metaumana. Barry lo rivela a Dwyer, il che gli fa riconsiderare tutta la sua vendetta, e lo convince con successo a prendere la cura metamenica facendo emergere la possibilità di curare Grace. Dwyer viene portato ai Laboratori S.T.A.R. consegna la cura, ma durante l'operazione la struttura viene attaccata da un nuovo Cicada, che uccide la Dr. Ambres e rapisce Dwyer. In una baita nei boschi, la nuova Cicada si smaschera per rivelare una Grace adulta.
- Ascolti USA: telespettatori 1 550 000[18]

## Bomba a tempo
- Titolo originale: Time Bomb
- Diretto da: Rob Greenlea
- Scritto da: Kristen Kim e Sterling Gates

### Trama
Nel 2049 Thawne è sorpreso dalla comparsa di una nuova Cicada e, senza altre opzioni, chiede a Nora di rivelare la relazione tra loro a suo padre. La Grace adulta viene da un futuro in cui i metaumani prosperano per completare ciò che crede sia ancora la missione di suo zio. Il Team Flash scopre che la nuova Cicada è arrivata attraverso una Sfera del Tempo, rubata dai Laboratori S.T.A.R nel futuro. Seguendo alcuni indizi, tra cui un fascicolo della polizia rubato dalla nuova Cicada, hanno correttamente dedotto la sua identità. Cicada bersaglia Vickie Bolen, una metaumana che ha provocato accidentalmente un'esplosione che ha ucciso i suoi genitori, ma interviene il Team Flash. Orlin arriva e cerca di convincere la nipote ad abbandonare la sua vendetta, il che la porta a ucciderlo. Nel frattempo Sherloque scopre che Thawne, quando si presentava come il dottor Wells, ha decifrato un codice sorgente per il multiverso. Identificando Thawne come la seconda persona che ha scritto nei diari di Nora, Sherloque espone la sua collaborazione di fronte alla squadra, e Barry blocca sua figlia nella cella per metaumani.
- Ascolti USA: telespettatori 1 640 000[19]

## Godspeed
- Titolo originale: Godspeed
- Diretto da: Danielle Panabaker
- Scritto da: Judalina Neira e Kelly Wheeler

### Trama
Il Team Flash legge il diario di Nora e vengono a sapere che ella scopre i suoi poteri e la sua relazione con Flash dopo avere incontrato due velocisti: August Heart (alias Godspeed) e Thawne. I flashblack mostrano Nora che lavora come scienziato forense come suo padre. Dopo essere stata colpita da Godspeed, Nora scopre di avere un chip impiantato in lei che ha smorzato i suoi poteri, causando una spaccatura tra lei e sua madre. Dopo che la furia in tutta la città di Godspeed uccide Lia, la migliore amica e collaboratrice di Nora, Thawne aiuta Nora a controllare i suoi nuovi poteri e sconfiggere il velocista scatenato; Thawne diventa quindi il suo mentore come ha fatto con Barry. Con l'aiuto di Thawne, Nora trova la volta temporale, dove apprende che suo padre era Flash. Nel presente, Iris rilascia Nora per il senso di colpa dopo avere appreso l'inganno della figlia, ma Barry la rimanda a casa per sfiducia e senza il consenso di Iris. Barry poi visita Thawne ad Iron Heights, felice di essere in attesa di esecuzione per i suoi crimini.
- Ascolti USA: telespettatori 1 310 000[20]

## Banda Snow
- Titolo originale: Snow Pack
- Diretto da: Jeff Cassidy
- Scritto da: Jonathan Butler e Gabriel Garza

### Trama
Barry e Iris hanno un violento litigio sul perché Barry abbia mandato Nora nel futuro senza avere preso la decisione con lei. Iris riprogramma la Sfera del Tempo e viaggia nel 2049, con l'intento di riportare Nora a casa. Intanto Nora, mentre è triste e dispiaciuta per quello che ha fatto, Thawne la vuole aiutare a tornare a casa usando la Forza della Velocità Negativa, che però avverte Nora che è un grosso rischio, ma lei decide di farlo comunque. Iris, con l'aiuto di Ralph, riesce a passare la sicurezza, ma appena Nora la vede, diventa molto furiosa con lei, quanto basta per aprire la forza negativa. A Central City ritorna Icicle, che ruba un crio-atomizzatore dalla Tannhauser Industries e sequestra Caitlin e Carla, e progetta di fare congelare il mondo. In seguito Caitlin si trasforma in Killer Frost, elimina Icicle e ritorna suo padre Thomas. Quando tutto sembra finito appare Cicada, che tentando di uccidere Caitlin uccide Thomas; a quel punto Cicada ruba il crio-atomizzatore. Barry ammette di avere sbagliato e lui e Iris cercheranno di ritrovare Nora. Nora esce dalla Forza della Velocità Negativa, ma sembra che non sia più lei, infatti esce con gli occhi rossi. Cicada rapisce Grace piccola.
- Ascolti USA: telespettatori 1 630 000[21]

## I giovani nemici
- Titolo originale: Gone Rogue
- Diretto da: Kristin Windell
- Scritto da: Sam Chalsen e Joshua V. Gilbert

### Trama
Nora pianifica una rapina alla McCulloch Technologies, che ha realizzato armi dalla scheggia del satellite. Avendo bisogno di complici che non saranno influenzati dagli smorzatori della meta-potenza in loco, recluta Brie Larvan / Bug-Eyed Bandit, Rag Doll e La Strega del Tempo. Dopo avere attraversato gli smorzatori, i ladri tradiscono Nora e minacciano di uccidere tutti i dipendenti a meno che Flash non riveli la sua identità. Mentre Sherloque distrae i Ladri come ologramma di Flash, Barry, Iris e Joe si presentano con le pistole. Iris e Joe aiutano gli ostaggi a fuggire e abbattere Rag Doll, mentre Barry e Nora si uniscono per disabilitare gli smorzatori e arrestare gli altri. Nora rivela che stava cercando di rubare una pistola a specchio in grado di distruggere il pugnale di Cicada. Si rammarica con i suoi genitori e accetta di abbandonare il piano di Thawne. Barry, tuttavia, vuole usare la pistola. Nel frattempo, Caitlin e Ralph scoprono che i prototipi di cura metumana di Cisco sono stati rubati e si rendono conto che Cicada può armare una versione letale della cura con il crio-atomizzatore. Altrove Cicada lavora sul crio-atomizzatore, immaginando suo zio accanto a lei.
- Ascolti USA: telespettatori 1 370 000[22]

## La ragazza con il fulmine rosso
- Titolo originale: The Girl with the Red Lightning
- Diretto da: Stefan Pleszczynski
- Scritto da: Judalina Neira e Thomas Pound

### Trama
Il team Flash decide di radunare i metaumani a Central City presso il CCPD e distribuire la cura per proteggerli da Cicada. Sherloque va a prendere Renee, ma lei rifiuta la cura e, per proteggerla da Cicada, le consiglia di andare sulla sua Terra per proteggersi. Nora rivela che è ancora collegata alla mente di Grace dall'uso della Memory Machine e sente la sua rabbia attraverso la Forza della velocità negativa: vedendo ciò che vede Grace, Nora vorrebbe guardare attraverso i suoi occhi per localizzarla, ma i suoi genitori decidono che è troppo pericoloso. Ralph sta cercando di comprendere il piano di Thawne, ma gli altri sono più interessati a fermare Cicada. Dopo che quest’ultima ha raccolto gli ultimi pezzi per la sua arma Barry e Iris acconsentono a lasciare che Nora si colleghi a lei e si esponga alla Forza della velocità negativa. Nora individua Cicada proprio mentre attacca il PCC e, per fare ciò, utilizza la materia oscura dei metaumani come una batteria per il crio-atomizzatore. Mentre gli altri coinvolgono Cicada, Cisco disabilita il crio-atomizzatore. Poco prima che Barry spari al pugnale con la pistola a specchio, Ralph capisce il piano di Thawne, ma non fa in tempo a fermarlo, facendo il suo gioco. Nel 2049, il tempo di Thawne è scaduto e sta per essere giustiziato. Mentre viene legato, si scopre che i suoi poteri vengono smorzati dal pugnale di Cicada.
- Ascolti USA: telespettatori 1 450 000[23]

## Retaggio
- Titolo originale: Legacy
- Diretto da: Gregory Smith
- Scritto da: Lauren Certo

### Trama
Dopo avere compreso il piano di Thawne, Ralph salva il pugnale dalla distruzione, che poi Cicada recupera prima di fuggire. Dopo che il piano di Thawne è stato spiegato, Nora si rende conto di essere stata manipolata e escogita un piano per eliminare Cicada senza distruggere il pugnale. Il team segue Cicada nel suo io più giovane dove Nora entra nella sua mente e, con l'aiuto di un Orlin riformato, la convince con successo a prendere la cura metaumana. Tuttavia, il frammento nella testa di Grace contrasta la cura, costringendo Barry a distruggere il pugnale con la pistola a specchio, causando la cancellazione della Grace adulta. Nel 2049 Thawne riacquista i suoi poteri e l'intero team lo affronta, con Barry e Nora che finalmente lo sottomettono; tuttavia la nuova sequenza temporale senza pugnali minaccia di cancellare Nora. Thawne fugge dopo avere rivelato che l'unico modo per salvare Nora è che rientri nella Forza della Velocità negativa. Nora rifiuta di diventare come Thawne e viene cancellata mentre abbraccia i suoi genitori. Sherloque ritorna sulla sua Terra mentre Cisco prende la cura metaumana. Il capitano Singh viene promosso e nomina Joe come suo sostituto, rivelando di sapere che Barry è Flash. Successivamente Barry e Iris scoprono un messaggio d'addio di Nora. All'improvviso, sul giornale del futuro, la data della Crisi cambia dal 2024 al 2019.
- Ascolti USA: telespettatori 1 530 000[24]